# Creative Writer
Microsoft Creative Writer fue un procesador de textos dirigido al público infantil que pertenecía a la serie de productos  Microsoft Home, elaborada por Microsoft. En este producto, hermanado con Fine Artist, contamos con la ayuda de McZee y de Max. También Maggie, de Fine Artist, está presente en el producto para ayudarnos en el tema de las ilustraciones que podemos utilizar en los textos.

## Entorno
El producto te sitúa en la ciudad ficticia de Imaginópolis, llena de edificios extravagantes. En Creative Writer, te lleva al edificio verde que es el de escritura. En Fine Artist, es el edificio rojo. Dentro del edificio, podemos observar que está dividido en distintas plantas, cada una con diferentes temáticas como el Estudio de Escritura o Ideas. Nos podemos transportar mediante el ascensor, el plano del edificio o por la barra de incendios. En orden, las plantas contienen lo siguiente:
1.- Vestíbulo/Biblioteca
2.-Estudio de escritura
3.-Taller de Proyectos
4.-Taller de Ideas
Al bajar al nivel inferior de la planta Vestíbulo con la barra de incendios, se observa una escena de color negro en el que cada vez que hagamos clic podremos observar numerosas caras amenazantes y elementos de terror que intentan suscitar el miedo y a la vez diversión de los niños.

## Diferencias entre versión disquetes y CD-ROM
Las diferencias principales entre la versión disquetes y CD-ROM son:
- En el CD-ROM, posibilidad de alternar entre Creative Writer y Fine Artist sin necesidad de cerrar y volver a ejecutar los productos.
- En el CD-ROM, hay más publicaciones de ejemplo y más animaciones. No obstante, para poder visualizarlos es necesario tener insertado el CD-ROM.
- Datos: Q1144264